# 蘇菲·夏洛特 (巴伐利亞)
巴伐利亚的蘇菲·夏洛特女公爵（德語：Herzogin Sophie Charlotte in Bayern，1847年2月23日—1897年5月4日），是巴伐利亚王国女公爵和法国阿朗松公爵夫人。她的父亲是馬科西米利安·約瑟夫公爵，母亲是露多维卡公主（巴伐利亚国王马克西米利安一世的女儿）。
蘇菲·夏洛特是家中第九名孩子。她的其中两位姐姐是著名的奥地利皇后伊丽莎白和两西西里王后瑪麗亞·蘇菲亞。
1867年，她和表侄路德维希二世订婚，但婚事很快就在同年十月取消。后来，她在姨妈薩克森王后艾瑪莉·奧古斯塔那里认识了阿朗松公爵費迪南德（法語：duc d’Alençon）。費迪南德是法国国王路易-菲利普一世的孙子。两人在1868年结婚。
她和丈夫和他的大部分家人相处融和。她育有一子一女。1897年，她在巴黎一场慈善义卖活动中的大火意外逝世。她坚持先讓其他人先被救，最后被发现的时候已被烧死。